# 第三代法夫公爵詹姆斯·卡內基
第三代法夫公爵詹姆士·喬治亞·亞歷山大·班尼曼·卡內基（英語：James George Alexander Bannerman Carnegie, 3rd Duke of Fife，1929年9月23日—2015年6月22日），第三代法夫公爵，路易絲長公主的外孫。

## 家庭
1956年，詹姆斯·卡內基與卡羅琳·杜瓦（Caroline Dewar）結婚，兩人共有1子1女：
1. 亞歷山德拉（1959年出生）
2. 大衛（1961年出生）